# Birgit Collin-Langen
Birgit Collin-Langen (* 4. September 1956 in Trier) ist eine deutsche Politikerin (CDU). Sie war von 1996 bis 2012 Oberbürgermeisterin der Stadt Bingen am Rhein, von 2012 bis 2019 war sie Mitglied des Europäischen Parlaments.

## Leben
Collin-Langen studierte Rechtswissenschaften in Trier und war danach als Referendarin am Landgericht Trier tätig. Nach dem Ablegen des zweiten juristischen Staatsexamens war sie Referentin im Ministerium für Wirtschaft und Verkehr des Landes Rheinland-Pfalz. 1988 ging sie zur Staatskanzlei, bei der sie als Justitiarin arbeitete und für die Verbesserung des Verhältnisses zwischen Bürger und Staat zuständig war. Anfang der 1990er Jahre war sie wissenschaftliche Mitarbeiterin der Landtagsfraktion der CDU. 1993 wechselte sie zur Investitions- und Strukturbank Rheinland-Pfalz, bei der sie Leiterin der Abteilung Personal und Recht war.
Am 1. August 1996 trat Collin-Langen ihr Amt als Oberbürgermeisterin der Stadt Bingen am Rhein an. Sie war Landesvorsitzende der Frauen-Union Rheinland-Pfalz, stellvertretende Bezirksvorsitzende der CDU Rheinhessen-Pfalz sowie kooptiertes Mitglied im Landesvorstand. Sie war außerdem Mitglied der 14. Bundesversammlung. Ferner war sie stellvertretende Vorsitzende des Städtetages Rheinland-Pfalz, Vizepräsidentin des Kongresses der Gemeinden und Regionen Europas beim Europarat sowie Vizepräsidentin der Deutschen Sektion des Rates der Gemeinden und Regionen Europas. Während des Landtagswahlkampfes 2011 gehörte Collin-Langen als Ministerin für Justiz und Inneres dem Schattenkabinett von Julia Klöckner an.
Im März 2012 legte Collin-Langen ihr Amt als Oberbürgermeisterin von Bingen nieder, da sie in das Europäische Parlament wechselte. Sie rückte dort für Kurt Lechner nach, welcher sein Mandat altersbedingt niederlegte. Im September 2012 hob das Europäische Parlament die Immunität der Abgeordneten auf, da die Staatsanwaltschaft Koblenz gegen sie wegen des Verdachts der Bestechlichkeit im Zusammenhang mit der Landesgartenschau 2008 in Bingen ermittelte. Das Verfahren wurde im September 2013 eingestellt. Zur Europawahl 2019 trat sie nicht wieder an.
Seit 2012 ist Collin-Langen Mitglied des Kuratoriums der Fridtjof-Nansen-Akademie für politische Bildung im Weiterbildungszentrum Ingelheim.
Am 18. Juni 2015 trat sie nach Kritik seitens LobbyControl an der Nebentätigkeit als bezahlte Beirätin des Energiekonzerns RWE von dieser Eigenschaft am Tag der Veröffentlichung einer Studie
von LobbyControl in Zusammenarbeit mit Corporate Europe Observatory  und Friends of the Earth Europe zurück. Die Kritik hatte sich daran entzündet, dass sie im Umweltausschuss des Europäischen Parlaments RWE-freundliche Positionen vertrat.
Im Jahr 2017 kandidiert Collin-Langen nicht mehr für den Landesvorsitz der rheinland-pfälzischen Frauen Union. Anstelle dessen wird die Bundestagsabgeordnete Ursula Groden-Kranich in das Amt gewählt. Für ihre sechzehnjährige Tätigkeit wird Collin-Langen von den Delegierten zur Ehrenvorsitzenden ernannt.
Birgit Collin-Langen ist mit dem Juristen Jochen Langen verheiratet. Das Paar hat einen gemeinsamen Sohn.

## Tätigkeit im EU-Parlament
Collin-Langen war Mitglied in der Fraktion der Europäischen Volkspartei, den Christdemokraten. Im Ausschuss für Binnenmarkt und Verbraucherschutz und in der Delegation für die Beziehungen zu Indien war sie Mitglied. Als Stellvertreterin war Collin-Langen in folgenden Ausschüssen und Delegationen vertreten: Ausschuss für bürgerliche Freiheiten, Justiz und Inneres, Petitionsausschuss, Delegation für die Beziehungen zu den Maschrik-Ländern und in der Delegation in der Parlamentarischen Versammlung der Union für den Mittelmeerraum.